# Neundorf (Thermalbad Wiesenbad)
Neundorf ist ein Ortsteil der sächsischen Gemeinde Thermalbad Wiesenbad im Erzgebirgskreis.

## Geografie

### Lage

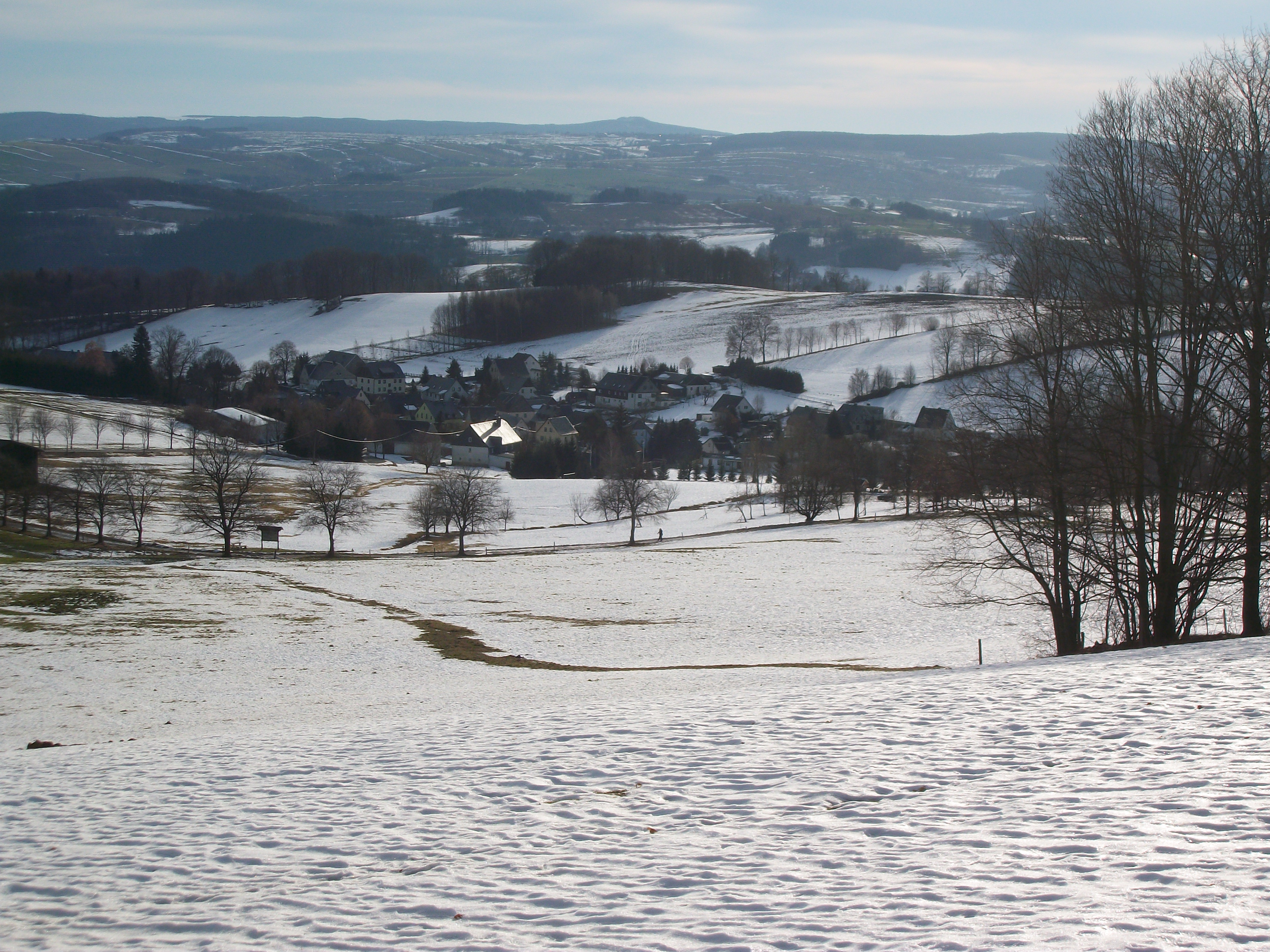
Erzgebirge bei Neundorf

Neundorf liegt etwa 4 Kilometer ostsüdöstlich von Ehrenfriedersdorf im Erzgebirge. Die Ortslage erstreckt sich über etwa 1,5 Kilometer entlang eines nach Süden der Zschopau zufließenden Baches. Westlich des Ortes liegen die 702 m ü. NN hohe Franzenshöhe und der 621 m ü. NN hohe Schottenberg. Der Ort ist über die Kreisstraße 7110 an die nördlich vorbeiführende Staatsstraße 222 Elterlein – Schönbrunn und die südlich im Zschopautal verlaufende S 261 Bundesstraße 95 – Wiesenbad angebunden.

### Nachbarorte
| Ehrenfriedersdorf | Drebach                                     | Falkenbach |
|                   | Kompassrose, die auf Nachbargemeinden zeigt |            |
| Schönfeld         | Wiesa                                       | Wiesenbad  |

## Geschichte

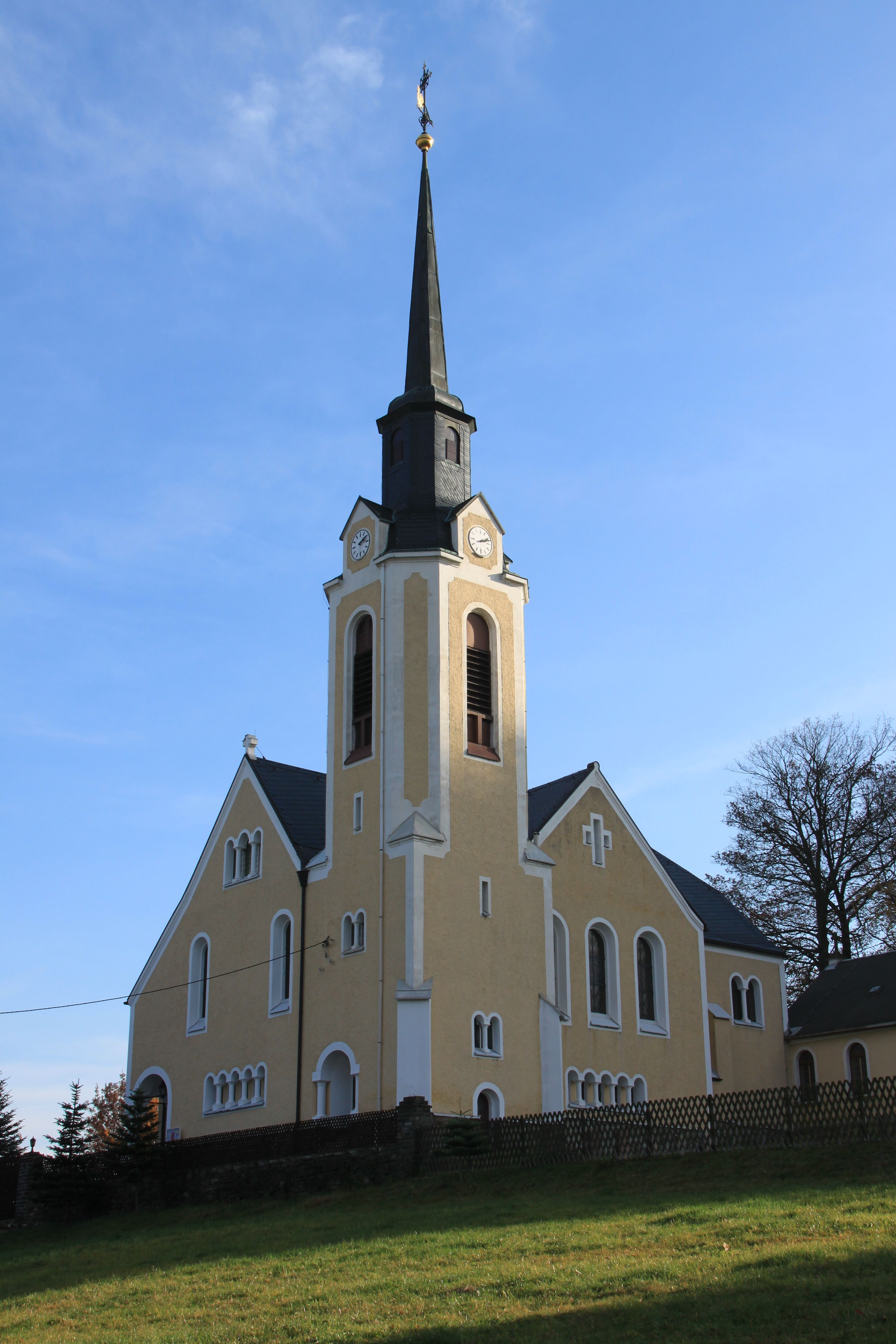
Kirche Neundorf

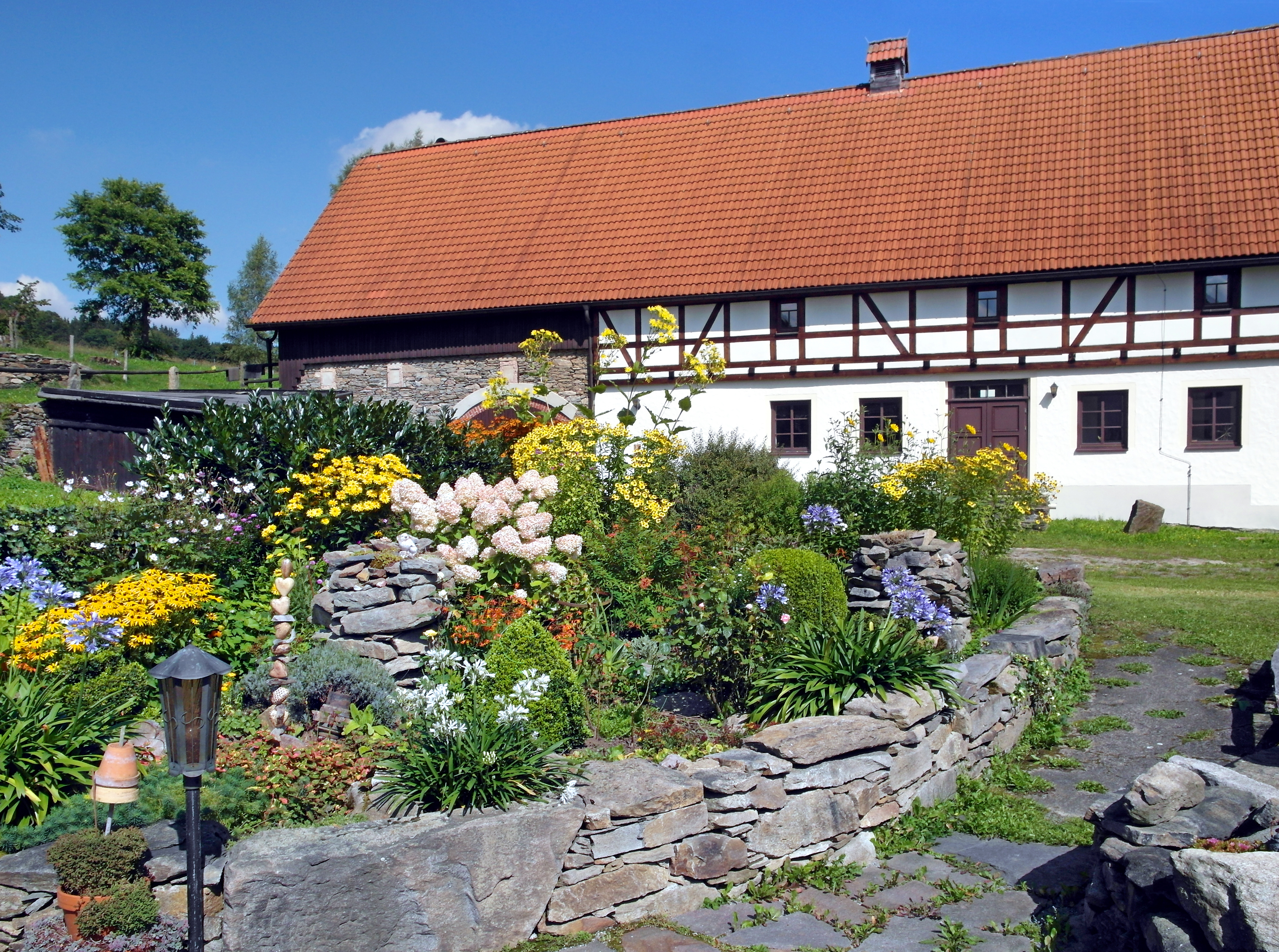
Neundorf, Rittergut 2017

Die ursprüngliche Bezeichnung des um 1200 gegründeten Ortes war „Im neuen Dorf“ und erst im 14. Jahrhundert erhielt der Ort seinen jetzigen Namen. Die erste urkundliche Erwähnung des Ortes datiert von 1386, 1501 schreibt man ihn Newndorff.

Die ersten Gebäude des örtlichen Rittergutes am westlichen Ortsende sind wahrscheinlich bereits im 13. Jahrhundert errichtet worden, als Rittergut wird das Anwesen erstmals 1571 urkundlich erwähnt. Bei einem späteren Umbau des Wohnhauses wurde ein Insignienstein mit der Datierung 1414 gefunden.
Heute befinden sich Teile in Privatbesitz, ein Teil ist im Besitz der Gemeinde und wird als Ausbildungsstätte des Vereins „Christliches Jugenddorfwerk Deutschlands“ e. V. genutzt. Das Rittergut Neundorf besaß bis 1851 das niedere Bergregal und betrieb Bergbau auf Zinnerz in den Gruben Kleine, Mittlere und Große Vierung. August Schumann nennt 1819 im Staats-, Post- und Zeitungslexikon von Sachsen Neundorf betreffend u. a.: 

„[…] an einem der Zschopau zufallenden Bache gelegen, welcher das Dorf in 2 Theile theilt; nur der eine Theil (oder die eine Seite) steht unter dem Amte, der andere aber gehört zu dem dasigen amtssässigen Rittergute; jener hat 34 Häuser und 176 Einwohner, dieser 22 Häuser und 130 Einwohner. Jeder Theil des Dorfs hat eine Mühle. Das ganze begreift gegen 70 Häuser mit 370 Einwohnern, unter denen 1 Strumpfwirker, 3 Schuhmacher, 3 Schneider, 19 Bauern, 2 Müller, 45 Häusler (meistens Bergleute), mit 110 Kühen und 200 Schaafen sind. Die Frauenspersonen klöppeln viele schwarze Spitzen.“

Auf Grundlage der Sächsischen Landgemeindeordnung von 1838 wurde 1840 die seit ca. 1600 bestehende Teilung von Neundorf in Amtsseite und adlige Seite aufgehoben und der Ort zu einer Gemeinde vereinigt. Er gehörte bis 1856 zum Amt Wolkenstein.
Die Neundorfer Kirche wurde in den Jahren 1899/1900 nach Plänen des Architekten Reuther gebaut, nachdem sich der Ort 1898 von der Kirchgemeinde Wiesa gelöst hatte. Bemerkenswert ist der Altar: Hinter dem schlichten Tisch bilden fünf Glasbildfester das Altarbild, die das letzte Abendmahl Jesu darstellen, darüber als Glasbildrondell das Lamm auf dem Buch mit den sieben Siegeln aus der Offenbarung des Johannes. In den Fenstern über den Emporen sind Martin Luther als Junker Jörg und der Schwedenkönig Gustav Adolf dargestellt. 1998 wurde die Pfarrstelle Neundorf aufgelöst und seither gehört die Kirche Neundorf als Schwesterkirchgemeinde wieder zum Pfarramt Wiesa.
Am 1. Januar 1999 erfolgte der Zusammenschluss der bis dahin eigenständigen Gemeinden Neundorf, Schönfeld, Wiesa und Wiesenbad zur neuen Gemeinde Wiesa. Am 1. Januar 2005 erfolgte die Umbenennung der Gemeinde in Thermalbad Wiesenbad.

## Entwicklung der Einwohnerzahl
| Jahr | Einwohnerzahl                             |
| ---- | ----------------------------------------- |
| 1551 | 25 besessene Mann, 8 Häusler, 29 Inwohner |
| 1764 | 24 besessene Mann, 37 Häusler, 11 ¼ Hufen |
| 1834 | 561                                       |
| 1871 | 858                                       |
| 1890 | 1068                                      |

| Jahr | Einwohnerzahl |
| ---- | ------------- |
| 1910 | 1155          |
| 1925 | 1205          |
| 1939 | 1217          |
| 1946 | 1190          |
| 1950 | 1264          |

| Jahr | Einwohnerzahl |
| ---- | ------------- |
| 1964 | 1058          |
| 1990 | 850           |
| 1998 | 781           |